# Charlevoix (regionalna gmina hrabstwa)
Charlevoix – regionalna gmina hrabstwa (MRC) w regionie administracyjnym Capitale-Nationale prowincji Quebec, w Kanadzie. Stolicą jest miasto Baie-Saint-Paul. Składa się z 7 gmin: 1 miasta, 3 gmin, 2 parafii i 1 terytorium niezorganizowanego.
Charlevoix ma 13 338 mieszkańców. Język francuski jest językiem ojczystym dla 99,2%, angielski dla 0,4% mieszkańców (2011).